# Campionato bielorusso di football americano 2018
Il campionato bielorusso di football americano 2018 è la 1ª edizione del campionato di football americano di primo livello, organizzato dalla BFAF.
Le prime due squadre classificate sfideranno le prime due del campionato moscovita di football americano nella Continental Football League.

## Squadre partecipanti
| Club              | Città   | Stadio | Sponsor ufficiale |
| ----------------- | ------- | ------ | ----------------- |
| Grodno Barbarians | Hrodna  |        |                   |
| Minsk Litwins     | Minsk   |        |                   |
| Minsk Hurricanes  | Minsk   |        |                   |
| Vitebsk Lynxes    | Vicebsk |        |                   |

## Stagione regolare

### Calendario

#### 1ª giornata
| Hrodna 6 maggio 2018 | Grodno Barbarians | 7 – 40 (7-19 0-8 0-6 0-7) referto | Minsk Hurricanes |  |

#### 2ª giornata
| Minsk 12 maggio 2018, ore 15:00 | Minsk Litwins | 47 – 0 (20-0 6-0 14-0 7-0) referto | Vitebsk Lynxes | Stadion BGPU |

#### 3ª giornata
| Vicebsk 27 maggio 2018 | Vitebsk Lynxes | 36 – 12 (0-0 14-12 16-0 6-0) referto | Grodno Barbarians |  |

#### 4ª giornata
| Minsk 3 giugno 2018 | Minsk Hurricanes | 0 – 56 (0-6 0-6 0-30 0-14) referto | Minsk Litwins |  |

#### 5ª giornata
| Vicebsk 16 giugno 2018 | Vitebsk Lynxes | 21 – 35 referto | Minsk Hurricanes | Stadion Komsomolets |

| Hrodna 17 giugno 2018 | Grodno Barbarians | 0 – 49 (0-12 0-14 0-13 0-10) referto | Minsk Litwins | ZSK Neman |

### Classifica
La classifica della regular season è la seguente.
- PCT = percentuale di vittorie, G = partite giocate, V = partite vinte,  P = partite perse, PF = punti fatti, PS = punti subiti

| Pos. | Squadra           | PCT   | G | V | N | P | PF  | PS  |
| ---- | ----------------- | ----- | - | - | - | - | --- | --- |
| 1    | Minsk Litwins     | 1.000 | 3 | 3 | 0 | 0 | 152 | 0   |
| 2    | Minsk Hurricanes  | .667  | 3 | 2 | 0 | 1 | 75  | 84  |
| 3    | Vitebsk Lynxes    | .333  | 3 | 1 | 0 | 2 | 57  | 94  |
| 4    | Grodno Barbarians | .000  | 3 | 0 | 0 | 3 | 19  | 125 |

## Playoff

### Tabellone
|  | Semifinali | Semifinali        | Semifinali |                  |   | Finale        | Finale | Finale |  |
|  |            |                   |            |                  |   |               |        |        |  |
|  | 1          | Minsk Litwins     | 65         |                  |   |               |        |        |  |
|  | 1          | Minsk Litwins     | 65         |                  |   |               |        |        |  |
|  | 4          | Grodno Barbarians | 0          |                  |   |               |        |        |  |
|  | 4          | Grodno Barbarians | 0          |                  | 1 | Minsk Litwins | 21     |        |  |
|  |            |                   |            |                  | 1 | Minsk Litwins | 21     |        |  |
|  |            |                   | 2          | Minsk Hurricanes | 7 |               |        |        |  |
|  | 3          | Vitebsk Lynxes    | 2          | Minsk Hurricanes | 7 | 0             |        |        |  |
|  | 3          | Vitebsk Lynxes    |            |                  |   |               |        |        |  |
|  | 2          | Minsk Hurricanes  | 42         |                  |   |               |        |        |  |

### Semifinali
| Minsk 30 giugno 2018 | Minsk Litwins | 65 – 0 (27-0 27-0 15-0 6-0) referto | Grodno Barbarians | Stadion BGPU |

| Minsk 8 luglio 2018 | Minsk Hurricanes | 42 – 0 (14-0 7-0 14-0 7-0) referto | Vitebsk Lynxes |  |

### I Finale
| Minsk 14 luglio 2018 | Minsk Litwins | 21 – 7 (6-0 9-0 0-7 6-0) referto | Minsk Hurricanes | SOK Olimpijskij |

## Verdetti
- Minsk Litwins Campioni della Bielorussia 2018